# ماگدالنا گناتوفسکا
ماگدالنا گناتوفسکا (لهستانی: Magdalena Gnatowska؛ زادهٔ ۲۵ اوت ۱۹۶۸) بازیگر و صداپیشه اهل لهستان است.
از فیلم‌ها یا مجموعه‌های تلویزیونی که وی در آن‌ها نقش داشته‌است، می‌توان به خبرچینان، پیت‌بول، شمش‌سازان، دو روی سکه، سال‌های شیرین، یک قلب گرم، گشت شبانه، طایفه، آنا کارنینا، در خیابان سپولنی، در خوشی و سختی، ماگدا ام.، ع چون عشق، پدر متیو، رنگ‌های خوشبختی و مادران اشاره نمود.